# Universidad de Florencia
La universidad de Florencia (Università degli Studi di Firenze, UNIFI) es una de las universidades más grandes y antiguas de Italia, comprendiendo doce facultades y cerca de 60 000 estudiantes matriculados. 

## Historia
La Universidad de Florencia nació a partir del Studium Generale, establecido por la República de Florencia en 1321. El «Studium» fue reconocido por el papa Clemente VI en 1349, y autorizado para otorgar grados académicos. El papa también determinó que la primera facultad de teología de Italia se estableciera en Florencia. En 1364 el «Studium» se convirtió en universidad imperial, pero en 1473, cuando Lorenzo el Magnífico tomó el control de Florencia, fue trasladado a la Universidad de Pisa. Carlos VIII lo devolvió entre 1497 y 1515, aunque otra vez se trasladó a Pisa cuando los Médici retomaron el poder.
En 1859 la ahora Universidad fue bautizada como «Istituto di Studi Pratici e di Perfezionamento», y un año después fue reconocida como universidad por el gobierno unificado de Italia. En 1923 el «Istituto» fue finalmente denominado «universidad» por el Parlamento de Italia. 

## Organización
La universidad comprende doce facultades:
- Facultad de Letras y Filosofía
- Facultad de Agricultura
- Facultad de Arquitectura
- Facultad de Economía
- Facultad de Educación
- Facultad de Ingeniería
- Facultad de Derecho
- Facultad de Matemática, Física y Ciencias naturales
- Facultad de Medicina y Cirugía
- Facultad de Farmacología
- Facultad de Ciencias políticas
- Facultad de Psicología

## Profesores notables
- Giovanni Sartori, investigador político, profesor de ciencias políticas, nacido en 1920 en Florencia.
- Giovanni Spadolini, historiador e importante político italiano, profesor de historia contemporánea, nacido en 1925 en Florencia.
- Sandro Pertini, político, séptimo presidente de la República, recibió su grado en política en la Universidad de Florencia.
- Mario Luzi, poeta, profesor de idioma y literatura francesa.
- Piero Calamandrei, jurista, profesor en la facultad de derecho, nacido en 1889.
- Mario Draghi, gobernador del Banco de Italia y Presidente del Banco Central Europeo, fue profesor de economía monetaria desde 1981 a 1991.
- Ugo Bardi, profesor y divulgador científico.
- Sergio Givone, filósofo, profesor de estética.